# Acraea hypoleuca
Acraea hypoleuca är en fjärilsart som beskrevs av Henry Trimen 1898. Acraea hypoleuca ingår i släktet Acraea och familjen praktfjärilar. Inga underarter finns listade i Catalogue of Life.